# José María Chávez Alonso
José María Chávez Alonso (Encarnación de Díaz, Jalisco, 26 de febrero de 1812 - Hacienda de Malpaso, Zacatecas, 5 de abril de 1864) fue un impresor, político mexicano, gobernador constitucional del estado de Aguascalientes de 1862 a 1863, y el principal promotor de la introducción de las artes gráficas en Aguascalientes a través de sus talleres. Su familia, integrada por agricultores y artesanos, se trasladó a Aguascalientes en 1818, donde instalaron un taller de carpintería, herrería y carruajes en el Barrio del Encino y en el que aprendió el oficio. Fue el líder de una familia de artesanos, impresores, artistas, editores, filósofos y escritores entre los que destacan el escultor Jesús Fructuoso Contreras Chávez, el músico Carlos Chávez, el abogado Ezequiel A. Chávez, el escritor y editor Agustín Loera y Chávez, el impresor Rafael Loera y Chávez, y el poeta y escritor Agustín Velázquez Chávez.

## Biografía
Nació en el rancho del "Palomito", una de las propiedades de la familia ubicado en el municipio de Encarnación de Díaz, Jalisco, pero su familia tenía su origen en Aguascalientes. Creció y se formó en una familia de artesanos ilustrados, se formó en los talleres familiares, en casa y también como alférez de caballería en Zacatecas. Fue militante liberal activo y combatió en la Guerra de Reforma y en la Intervención Francesa. Siendo Diputado Local juró la Constitución de 1857. Durante el periodo de la Guerra de Reforma y siendo gobernador interino en 1859, enfrentó el bandolerismo que se vivía en el país, particularmente al conocido bandolero de la zona: Juan Chávez. 
Ocupó el cargo de gobernador constitucional del 20 de octubre de 1862, pero en medio de la Intervención Francesa tuvo que evacuar la ciudad de Aguascalientes el 18 de octubre de 1863 que a los dos días fue ocupada por el Ejército Francés. Agrupó a una milicia para resistir a la invasión, organizando el Escuadrón de Lanceros de Aguascalientes, los que recorrieron varios poblados de Aguascalientes y Zacatecas, enfrentándose en la Hacienda de Malpaso contra las tropas francesas. La intención de José María Chávez era apoyar y reforzar la defensa en el norte del estado y continuó moviéndose hacia el norte acompañado por su hermano menor Martín W. Chávez, Diego Pérez Ortigosa, Benito Calera, entre otros, con el objetivo de llegar a Zacatecas, sin embargo la ciudad fue evacuada y siguieron rumbo a Malpaso, Zac. que también estaba tomada. Finalmente se dirigieron a Jerez donde después de una noche fueron derrotados y los sobrevivientes aprendidos.
Tras la derrota, José María Chávez fue apresado por los franceses en Jerez, que formaron un Consejo de Guerra para juzgarlo y finalmente condenarlo a muerte. A pesar de las peticiones populares para que se le concediese el perdón fue fusilado el 5 de abril de 1864. Un día antes de ser fusilado escribió una carta a su esposa Néstora Pedroza en la que le dice: "Yo muero por haber intentado defender la Independencia de mi patria; no creo haber cometido una falta [...].
Sus restos fueron trasladados a la ciudad de Aguascalientes en octubre de 1865 y depositados en el Panteón de la Cruz. El 5 de abril de 1940 fueron trasladados y depositados en la base de la columna de Plaza de Armas de la ciudad donde reposan desde entonces.

## Impresor
La principal actividad económica a la cual se dedicó José María Chávez fue la de artesano. Aprendió de herrería y carpintería con su padre y su hermano Rafael Ignacio Chávez. En 1831, con 19 años se integró a los trabajos de remodelación de la finca en donde se establecería un año después la Academia de Dibujo de Aguascalientes, gracias a que su hermano Rafael lo contrató para trabajar como herrero y carpintero. En 1835 abrió junto con su hermano Pablo Nepomuceno el primer taller de imprenta familiar "El Águila", en el que trabajó como tipógrafo Antonio Valadez, el que podemos considerar el primer grabador de Aguascalientes y fundador de una familia de impresores locales, además de director de la Academia de Dibujo entre 1835 y 1839.
La imprenta de El Águila estuvo en funcionamiento entre 1835 y 1838, pero su carrera ininterrumpida como impresor inició en noviembre de 1847 cuando firmó un contrato para ser el impresor de la imprenta de gobierno, mismo cargo que dejó cuando Aguascalientes dejó de ser independiente y volvió a pertenecer a Zacatecas. Desde 1847 Chávez inició su propio taller tipográfico que se encontraba en la Calle del Obrado, hoy calle José María Chávez, junto con la fragua, carpintería, herrería y dónde hacía carros.

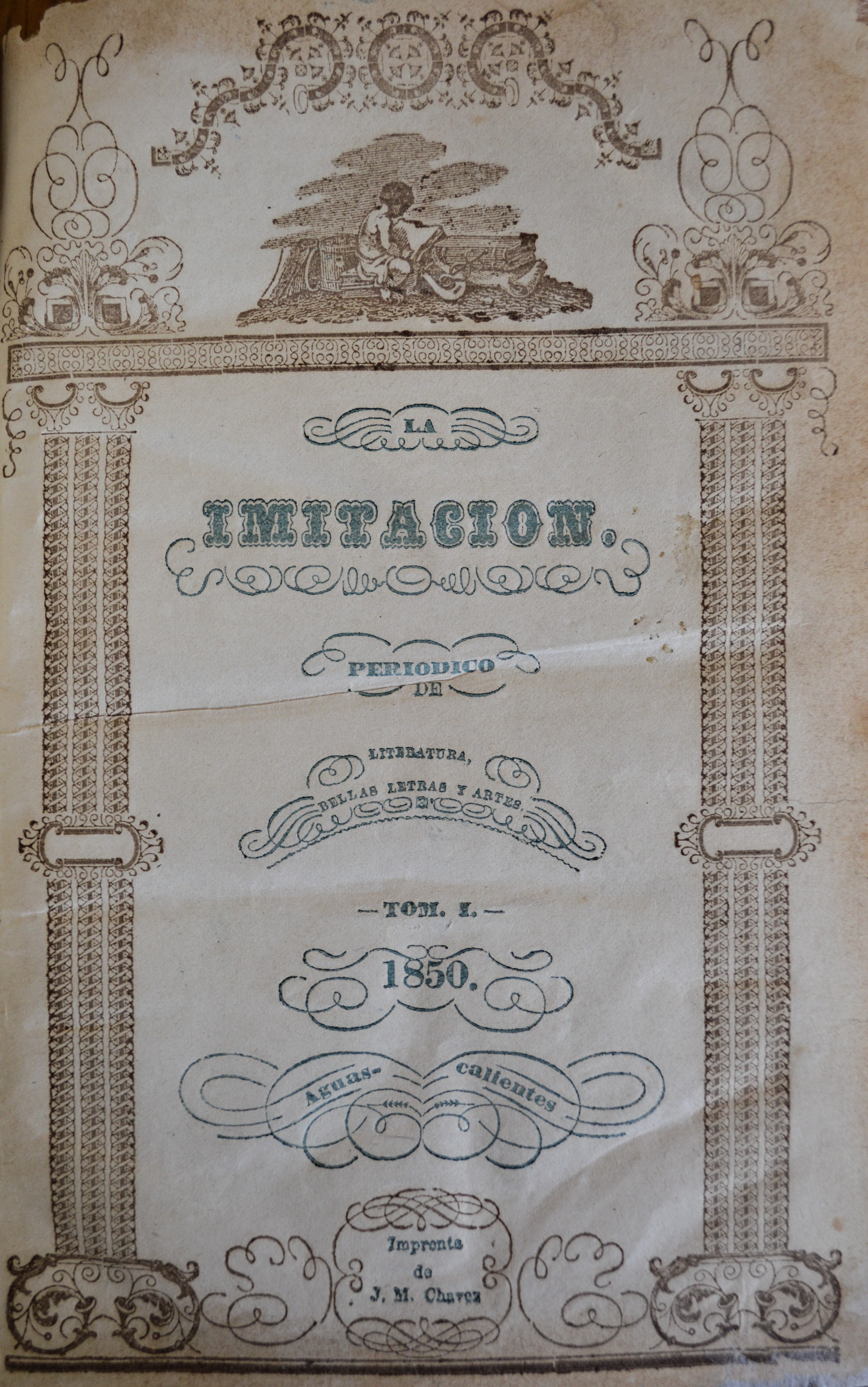

Su nuevo taller, llamado simplemente "tipografía de José María Chávez", fue a partir de entonces y hasta su muerte en 1864, el taller de imprenta más importante del estado. En él se imprimieron varios periódico políticos, pero destacan dos periódicos para la formación de los artesanos: La Imitación publicado durante 1850 y El Artesano publicado en 1856. En La Imitación publicaron muchos artesanos sus textos literarios, es por ello que se le ha considerado la primera publicación periódica literaria del estado. Por su parte, El Artesano, fue el órgano de difusión de la Asociación de Socorros Mutuos de artesanos y caja de ahorros de Aguascalientes y estuvo en publicación sólo durante 1856.
A la par de los proyectos periodísticos, publicó libros de autores franceses como Alejandro Dumas y Eugenio Sue, porque dentro del proyecto educativo liberal, las artes y la literatura jugaba un papel importante. Además de editar libros y periódicos, así como impresos comunes, introdujo la litografía en Aguascalientes, con el objetivo de mejorar las ediciones y de integrar más y mejores imágenes a sus proyectos. En 1859 se incorporó a su taller el primer gabinete fotográfico de Aguascalientes a cargo de su hijo Sóstenes Chávez, quien además introdujo un nuevo tipo de impreso, los carteles de publicidad.
En 1859 y tras la Guerra de Reforma, Chávez llamó a todos los ramos de sus talleres artesanales y en conjunto "El Esfuerzo", por considerar que haber puesto en funcionamiento sus talleres después de la guerra había requerido un gran esfuerzo y no sólo de él, si no de toda su familia. A partir de entonces los talleres serían de José María Chávez e hijos. De su taller surgió una nueva generación de impresores de Aguascalientes, entre los que se destaca Trinidad Pedroza, el primer litógrafo de Aguascalientes y el más hábil de los grabadores y tipógrafos de Aguascalientes. Tras la muerte de Chávez, Pedroza fundó su propio taller de imprenta en el que aprendió las artes gráficas José Guadalupe Posada. Por su parte, Néstora Pedroza se enfrentó a la división de bienes entre los hijos del primer matrimonio de José María y sus propios hijos, lo que provocó que tras unos años, en 1870, tuviera que vender el taller de imprenta al Gobierno del Estado.